# Madonna dell’Olmó-i csata
A Madonna dell’Olmó-i csata, melyet cuneói csata néven is számon tartanak, az osztrák örökösödési háború itáliai hadszínterének egyik ütközete volt 1744. szeptember 30-án, melynek során a francia és spanyol csapatok visszaverték az ostromlott Cuneo erődjének felszabadítására érkező szárd csapatokat. A csatában való sikertelenségük ellenére a szárdok elérték kitűzött céljukat, mivel valamelyest tehermentesíteni tudták az ostromlottakat, akik végül tartani tudták magukat az ellenség visszavonulásáig.

## Előzmények
Az 1744-es hadjárat során a francia–spanyol seregek egész nyáron azzal voltak elfoglalva, hogy a savoyai védelmi vonalakat leküzdjék a Nyugati-Alpokban. Ez végül augusztus 17-én sikerült nekik, mikor néhány napnyi ostrom után Demonte erődje is megadta magát. Az így piemonti területen katonai bázisra szert tevő francia–spanyol sereg Lajos Ferencnek, Conti hercegének vezetésével a Stura völgyében Cuneo, a fontos savoyai erődítmény felé vette az útját. A 39 000 fős gyalogsággal és 10 000 fős lovassággal előretörő francia–spanyol sereg elől a savoyai sereg a nyílt terepen való előnytelen összecsapás elkerülése végett augusztus 23–24-én Saluzzo irányába vonult vissza.
III. Károly Emánuel szárd–piemonti király ugyanis a poroszok csehországi előretörése miatt jelentősebb osztrák segítségre nem számíthatott és Cuneo védelmét is saját erejéből kellett megoldania, ezért nagyon óvatosan kellett eljárnia. A város védelmét a Camposantónál már bizonyító Leutrum báróra bízták és a lőszerraktárak és az élelmiszerkészletek feltöltésével készültek az ostromra. A helyőrség 3244 főt tett ki és 50 ágyúval valamint 16 mozsárral rendelkezett, melyekhez 35 112 ágyúgolyót halmoztak fel.

## A francia és spanyol tervek
A Conti herceg és a spanyol kontingenst vezető Las Minas márki között fellépő nézeteltérések miatt az ostrom csak szeptember 12-én kezdődött el, miután a francia–spanyol csapatok már kifosztották a környező falvakat. A spanyolok ugyanis a Fülöp herceg számára odaígért Parma és Piacenza megszerzését szerették volna elérni a hadjárattal és a tengerpart mentén, Genován keresztül szándékoztak elérni ide. A franciák viszont a Szárd-Piemonti Királyság összeköttetéseit akarták megszakítani a Habsburg Birodalommal, vagy ha lehet a háborúból való kilépésüket elérni. Végül kompromisszumos megoldásra jutottak, melynek értelmében előbb a szárd-piemonti seregekre mérnek vereséget és csak azután veszik az irányt Lombardia felé, hogy Fülöp herceg új birtokait biztosítsák.
Conti herceg három részre osztotta seregét. Az egyiknek a feladata Cuneo ostroma, a másiknak Károly Emánuel seregeivel való szembeszállás, a harmadiknak pedig a környező vidéken való járőrözés volt.

## A szárd tervek
Károly Emánuel az ellenség számbeli fölényét látva a következő öt módon gondolta a Cuneóra nehezedő nyomást enyhíteni:
1. Nyílt ütközet vállalásával a francia–spanyol seregekkel
2. Erősítések bejuttatásával Cuneóba és a sebesültek evakuálásával onnan
3. Az ellenség előretolt állásainak megtámadásával Cuneo körül
4. A védők kitörése révén a Gesso folyótól keletre lévő ostromművek pusztításával
5. A milíciák általi támadásokkal a francia–spanyol kommunikációs vonalak zavarásával a Stura völgyében

Míg Conti herceg és Las Minas a szárd hadsereggel való összecsapásra koncentrált és az ellenség másik négy szándékával nem volt tisztában, addig Károly Emánuel számára nem kellett szükségszerűen megnyernie a soron következő csatát. A másik négy megfogalmazott cél elérése a tél közeledtével a francia–spanyol seregeket az ostrom megszakítására kényszeríthette, ezért a szárdok időhúzásra játszottak.
A franciák utánpótlási vonalait egyből gerillatámadások érték a savoyai milíciák részéről, melyeket főként a Stura folyó völgyében lévő hegyes terepen hajtottak végre és melyekkel szemben csak nagy nehézségek árán és csekély eredményekkel lehetett fellépni. Az utánpótlás ebből fakadó bizonytalansága lett az egyik fő oka az ostrom sikertelenségének. 
Míg a város körül az ostrom előkészületeit a védők minden lehetséges eszközzel akadályozták, addig Saluzzóban III. Károly Emánuel az erőit az ostromgyűrű feltörésére vonta össze.
A 25 000 fős piemonti sereg, közte 4000 osztrák katonával szeptember 26-án hagyta el Saluzzót, de a rossz időjárási körülmények miatt csak 29-én értek Cuneo látótávolságába. A francia–spanyol csapatok az ellenséges haderő közeledését látván megszállták és megerődítették a Madonna dell’Olmóban lévő rendházat és egy közeli tanyát, mely állások lehetővé tették a Saluzzóba vezető útvonal ellenőrzését.

## A csata
Szeptember 30-án a savoyai sereg csatarendben felsorakozott Madonna dell’Olmóval szemben. Károly Emánuel nem kívánt csatát kezdeményezni, azonban dél körül a jobb szárnyán álló horvát egységek improvizált támadást indítottak Madonna dell’Olmo ellen. A horvátok támadását visszaverték a spanyolok és a meginduló ellentámadás a Tarentaise ezredet szétszórta és a védelmi harcokban az Audibert ezred állományának harmadát is elveszítette.
Az ellentámadást azonban az utolsó pillanatban visszaverték a szárd gárdisták, akik néhány tanyaépületben kerestek menedéket és innen vették fel a harcot. A túlsó szárnyon a franciák nem találtak fogást a piemontiakon, mivel egy árok és több barikád védelmet biztosított számukra a francia gyalogság támadása ellen. A csata még órákig tartott, hol a francia–spanyol erők, hol a savoyaiak kerültek fölénybe. Conti herceg megsebesült miközben a csapatai élén haladt és két lovat is kilőttek alóla. Viszont a csata az est beálltáig sem dőlt el és egy utolsó, a Borgo San Dalmazzóban lévő francia lőszerraktárak ellen indított véres roham után a savoyai hadsereg 4385 fő elvesztése után visszavonult. A francia–spanyol erők vesztesége 2700 fő volt.

## A csata következményei
Győzelmük ellenére a francia–spanyol seregek helyzete jelentősen romlott: Conti herceg erőforrásai megcsappantak, csapatai kimerültek a hosszú hadjárat alatt, a csata legyengítette őket és a kommunikációs vonalaik is sérülékenyek voltak. Ezenfelül néhány nap múlva egy áradás több hidat is lerombolt (október 1-től erős esőzések voltak), elvágva az ostromló egységeket az utánpótlástól, melyeknek így hamarosan fogytán lett a lőszerük és az élelmük. Ezt kihasználva egy 900 fős piemonti hadoszlop október 8-án bejutott az ostromlott Cuneóba anélkül, hogy az ostromlók közbe tudtak volna lépni. Két nap múlva újabb 500 fős erősítés érkezett Cuneóba. A védők ebből erőt merítettek és a következő napok egyre gyakoribb éjszakai kitörései is növelték a harci kedvüket. Az ostromlóknak már csak 15 bevethető ágyújuk maradt és nagy hiány mutatkozott náluk élelemből.
A sereg állapotára és a közeledő télre tekintettel – mely ebben az évben különösen kemény volt és mely magában hordozta a veszélyt, hogy a sereg elszigetelődik Piemontban, ha az Alpokban megkezdődik a havazás – a Fülöp herceg elnökletével október 11-én összeülő haditanács az ostrom megszakítása mellett döntött. Október 21–22-én az utolsó francia és spanyol egységek is elhagyták Cuneo körüli állásaikat. November 19-re a francia–spanyol haderő az Alpokon keresztül visszatért Franciaországba. November 20-án leesett az első hó.
Voltaire erről a hadjáratról megállapította: „… mondhatni mindig az a sorsa annak, aki az Alpokban vonul hadba anélkül, hogy uralná a területet, hogy elveszíti a hadseregét, még ha győzelmet arat is.”

## Fordítás
- Ez a szócikk részben vagy egészben  a   Battaglia di Madonna dell'Olmo című olasz Wikipédia-szócikk ezen változatának fordításán alapul.  Az eredeti cikk szerkesztőit annak laptörténete sorolja fel. Ez a jelzés csupán a megfogalmazás eredetét és a szerzői jogokat jelzi, nem szolgál a cikkben szereplő információk forrásmegjelöléseként.
- Ez a szócikk részben vagy egészben  a   Battle of Madonna dell'Olmo című angol Wikipédia-szócikk ezen változatának fordításán alapul.  Az eredeti cikk szerkesztőit annak laptörténete sorolja fel. Ez a jelzés csupán a megfogalmazás eredetét és a szerzői jogokat jelzi, nem szolgál a cikkben szereplő információk forrásmegjelöléseként.